# Боратынец-Руски
Бораты́нец-Ру́ски (пол. Boratyniec Ruski) —  село в Польше в гмине Семятыче Семятыченского повета Подляского воеводства.

## География
Село находится в 6 км. от административного центра гмины города Семятыче и 82 км. от центра воеводства города Белосток.

## История
С 1952 по 1954 год село было административным центром гмины Боратынец-Руски. C 1975 по 1998 год село входило в Белостокское воеводство.

## Достопримечательности
- Церковь святой Анны;
- Православное кладбище.